# Medetbek Kerimkułow
Medetbek Kerimkułow (ur. 28 stycznia 1949) – polityk, były p.o. premiera Republiki Kirgiskiej.
Oficjalnie został premierem na początku września 2005, już po zaprzysiężeniu nowego prezydenta, Kurmanbeka Bakijewa, na mocy ich wcześniejszych umów. W maju 2005 Kułow zrezygnował z kandydowania na fotel prezydenta na rzecz Kurmanbeka Bakijewa, podpisując dość szczegółową umowę dotyczącą podziału kompetencji i współpracy, której jednym z elementów było objęcie przez niego pozycji premiera nowego rządu. Pomagał on również nowemu prezydentowi w prowadzeniu kampanii wyborczej. Wyżej wymieniona zgoda i początek współpracy zażegnały pojawiającą się od czasów tzw. tulipanowej rewolucji, groźbę konfliktu pomiędzy południem kraju, którego kandydatem miał być Kurmanbek Bakijew, a północą, wyraźnie wspierającą Feliksa Kułowa. Feliks Kułow pełnił przy poprzednim prezydencie, Askarze Akajewie, funkcję szefa bezpieczeństwa oraz zastępcy prezydenta. W 2000, w związku ze zbliżającymi się wyborami prezydenckimi, został wyeliminowany ze sceny politycznej – skazany na 10 lat więzienia. W marcu 2005 jednym z postulatów manifestujących było uwolnienie Feliksa Kułowa. Nastąpiło to po przejęciu władzy przez tłum, 24 marca. Kułow został szybko oczyszczony z zarzutów.